# Марюхин, Степан Иванович
Степан Иванович Марюхин (1919 год, Алтайская губерния — дата смерти неизвестна) — директор совхоза «Каменский» Каскеленского района Алма-Атинской области, Казахская ССР. Герой Социалистического Труда (1971).

## Биография
Родился в 1919 году в Алтайской губернии.
С 1934 года трудился в сельском хозяйстве. В послевоенные годы получил образование агронома. Трудился директором подсобного хозяйства МВД. В 1965 году назначен директором совхоза «Каменский» Каскеленского района.
Вывел совхоз в число передовых сельскохозяйственных предприятий Алма-Атинской области. Совхоз «Каменский» под руководством Степана Дмитриевича Марюхина досрочно выполнил задания Восьмой пятилетки (1966—1970) по сельскохозяйственному производству. 8 апреля 1971 года Указом Президиума Верховного Совета СССР удостоен звания Героя Социалистического Труда «за выдающиеся успехи, достигнутые в развитии сельскохозяйственного производства и выполнении пятилетнего плана продажи государству продуктов земледелия и животноводства» с вручением ордена Ленина и золотой медали Серп и Молот.